# Likholm, Nagu
Likholm är en ö nära Själö i Nagu,  Finland. Den ligger i Skärgårdshavet i Pargas stad i den ekonomiska regionen  Åboland i landskapet Egentliga Finland, i den sydvästra delen av landet. Ön ligger omkring 4 kilometer söder om Själö, 3 kilometer öster om Nagu kyrka, 33 kilometer sydväst om Åbo och omkring 170 kilometer väster om Helsingfors. Närmaste allmänna förbindelse är förbindelsebryggan vid Kyrkbacken som trafikeras av M/S Falkö och M/S Östern.
Öns area är 3,2 hektar och dess största längd är 240 meter i sydöst-nordvästlig riktning.